# 方仁德
方仁德（英語：Douglas Fang Yan-Tak，1972年— ），香港出生，籍貫江蘇南通，肇豐集團董事，方肇周家族第三代，「針織大王」方鏗之子。
現任肇豐集團董事、億都（國際控股）有限公司主席 、南通江海電容器股份有限公司副董事長、江蘇省政協常務委員、香港南通同鄉會會長、香港江蘇青年總會創會會長、大灣區共同家園青年公益基金會副董事長等職。
他加入肇豐集團之前，1995年畢業於美國麻省理工學院理學士學位，曾於美國投資銀行DonaldsonLufkin&Jenrette任職。自2000年，他經營父親方鏗收購的普林格品牌。 於2022年9月，他獲委任為億都（國際控股）有限公司主席 。